# Vlachina Reka
Vlachina Reka (bulgariska: Влахина Река) är ett vattendrag i Bulgarien.   Det ligger i regionen Blagoevgrad, i den sydvästra delen av landet, 110 km söder om huvudstaden Sofia.
Trakten runt Vlachina Reka består i huvudsak av gräsmarker. Runt Vlachina Reka är det ganska glesbefolkat, med 38 invånare per kvadratkilometer.